# Die Männer Ihrer Majestät
Die Männer Ihrer Majestät ist eine Kriegskomödie aus dem Jahr 2001 unter Regie von Stefan Ruzowitzky. Zu den Darstellern gehören Matt LeBlanc und Eddie Izzard.

## Handlung
Während des Zweiten Weltkriegs entsendet die britische Armee eine kleine Gruppe von vier Mann in eine deutsche Fabrik in Berlin, in der Enigma-Chiffriermaschinen hergestellt werden. Die Mission ist aufs Scheitern ausgelegt; eine Finte, um vorzutäuschen, dass die Briten noch keine Enigma hätten. Das ausführende Team wird darüber jedoch nicht informiert.
Das Team bilden der Amerikaner O’Rourke, Travestiekünstler Tony Parker, das Genie Johnno und der sich sträubende Archie. Das Fabrikpersonal besteht vollständig aus Frauen und so müssen sich die Teammitglieder als Frauen verkleiden.
In der falschen Gegend abgesetzt muss das Team zuerst die Orientierung wiedergewinnen. Mit der Hilfe von Romy, einer Sympathisantin, finden sie unter Umwegen den Weg zur Fabrik. Schließlich gelingt es ihnen, entgegen der Erwartung der britischen Armee, eine Enigma zu entwenden. Als sie kurz vor ihrer Rückkehr nach England das tatsächliche Missionsziel erfahren, will sich Archie für die anderen opfern und alleine mit der Enigma in Deutschland zurückbleiben. Letztlich können jedoch alle nach England zurückkehren, Romy eingeschlossen.

## Kritik
Lexikon des internationalen Films: Ein auf Turbulenz, Rasanz und Action gezirkelter Abenteuer- und Kriegsfilm, der sich als Mischung aus Travestieshow und Militärklamotte der naiven und altmodischen Art gebärdet und nur am Anfang ironischen Humor entwickelt. Das durchaus erkennbare Talent des Regisseurs für eine betont lässige Erzählweise wird zunehmend unter den Unzulänglichkeiten der Inszenierung und der Banalität der Handlung verschüttet.

## Nachwirkung
Der Film hält zurzeit den Rekord des US-amerikanischen Films mit dem geringsten Return On Investment (Rendite). Das Budget betrug etwa 15 Millionen US-Dollar, der Film spielte in den USA jedoch nur $22.723 ein – eine Rendite von −99,92 %.